# Symplectella rowi
Symplectella rowi är en svampdjursart som beskrevs av Arthur Dendy 1924. Symplectella rowi ingår i släktet Symplectella och familjen Euplectellidae.
Artens utbredningsområde är havet kring Nya Zeeland. Inga underarter finns listade i Catalogue of Life.